# Dziewczyny Cheetah 2
Dziewczyny Cheetah 2 (ang. The Cheetah Girls 2) – amerykański film pełnometrażowy z 2006 roku. Druga część filmu Dziewczyny Cheetah. Film oparty jest na podstawie książki Deborah Gregory.

## Opis fabuły
Zbliżają się wakacje. Kiedy dziewczyny planują sobie koncerty, dowiadują się, że mama Chanel wraz z nią mają wyjechać do Hiszpanii, aby Chanel poznała Luca (chłopaka swojej mamy). Cała czwórka dziewcząt jest oburzona, a najbardziej Chanel. Kiedy dziewczyny siedzą u Chanel zauważają w gazecie, że w Barcelonie ma się odbyć pokaz młodych talentów, ale niestety termin przesłuchań minął. Wtedy Galleria dzwoni do Barcelony i zespół ma przesłuchanie przez telefon. Kobieta z Barcelony mówi im, że mają się zgłosić za kilka dni. Po chwili Aqua zauważa spadającą gwiazdę, lamparcice wybiegają na balkon i każda wymawia życzenie BARCELONA. Na drugi dzień dziewczyny opowiadają mamie Chanel i mamie Galleri o przesłuchaniu. Mama Chanel zgadza się, aby dziewczyny pojechały, ale pod warunkiem, że pojedzie z nimi Dorothea (mama Galleri i menadżer zespołu). Dorothea zgadza się i cała szóstka wyrusza do Hiszpanii. Tam dziewczyny dowiadują się, że zakwalifikowały się do ważnego koncertu. Luc przysyła dziewczętom do pomocy hrabiego (tancerza). Joaquin i Dorinda podobają się sobie. Wieczorem dziewczyny idą do klubu Tańczący Kot, gdzie czeka na nie Joaquin. Tam dziewczyny poznają faworytkę Barcelony Marisol. Chanel i Marisol zaprzyjaźniają się. Kiedy nadchodzi czas prób dziewczyny nie mają dla siebie czasu. Dorinda uczy Joaquina i innych tańca hip-hop, Aqua wraz z Dorotheą projektują ubrania, a Chanel spotyka się z Marisol. Przez to Galleria postanawia wrócić do domu. Kiedy jest już na stacji trójka dziewczyn przychodzi tam w piżamach i śpiewają. Dziewczyny godzą się i już później robią próby. W tym czasie Luc oświadcza się mamie Chanel. Za występ w tańczącym kocie przez Lolę (matkę Marisol) dziewczyny zostają nagradzane, każda otrzymuje 100 euro i mogą przeznaczyć to na co tylko chcą. Przez to nie mogą wystąpić na ważnym koncercie, który otworzył by im drzwi do kariery. Po kilku dniach sprawa się wyjaśnia i Dziewczyny Cheetah wystąpią. Koncert wychodzi im świetnie. Na końcowej piosence Chanel prosi Marisol na scenę i śpiewają po hiszpańsku.
Film został wyemitowany w Polsacie oraz na Disney Channel 8 marca 2009 roku. Film z dubbingiem został wyemitowany na Disney Channel 15 stycznia 2011 roku.

## Obsada
- Raven-Symoné Christina Pearman – Galleria Garibaldi
- Adrienne Bailon – Chanel Simmons
- Sabrina Bryan – Dorinda Thomas
- Kiely Williams – Aquanette Walker
- Belinda Peregrin – Marisol Durán
- Lynn Whitfield – Dorothea Garibaldi
- Lori Alter – Juanita Simmons
- Kim Manning – Lola Durán
- Golan Yosef – Joaquin
- Peter Vives – Angel
- Abel Folk – Luc

i inni

## Wersja polska
Wersja polska: SDI Media Polska

Wystąpili:
- Patrycja Kazadi – Galleria Garibaldi
- Zofia Jaworowska – Chanel Simmons
- Weronika Bochat – Dorinda Thomas
- Ewa Prus – Aquanette Walker
- Joanna Jeżewska – Dorothea Garibaldi
- Przemysław Stippa – Joaquin
- Barbara Zielińska – Lola Durán
- Elżbieta Jędrzejewska – Juanita Simmons
- Artur Pontek – Angel
- Leon Charewicz – Luc
- Miłogost Reczek – reżyser konkursu
- Aleksandra Kowalicka – Marisol Durán
- Artur Kaczmarski – Randolph
- Katarzyna Tatarak – Aramet
- Grzegorz Kwiecień – prowadzący koncert
- Joanna Pach – jedna z tancerek
- Agnieszka Fajlhauer
- Beata Łuczak
- Anna Wodzyńska
- Zbigniew Konopka
- Krzysztof Szczerbiński
- Adam Pluciński
- Wojciech Chorąży

i inni
Lektor: Artur Kaczmarski

## Piosenki
- Amigas cheetahs
- Why wait
- Strut
- The party's just begun
- Dance with me
- Cheetah sisters
- A la nanita nana
- It's over
- Step up